# Blaenau Ffestiniog
Blaenau Ffestiniog är en ort i Storbritannien.   Den ligger i kommunen Gwynedd och riksdelen Wales, i den södra delen av landet, 300 km nordväst om huvudstaden London. Blaenau Ffestiniog ligger 231 meter över havet och antalet invånare är 3 662.
Terrängen runt Blaenau Ffestiniog är kuperad. Runt Blaenau Ffestiniog är det ganska glesbefolkat, med 45 invånare per kvadratkilometer. Blaenau Ffestiniog är det största samhället i trakten. Trakten runt Blaenau Ffestiniog består i huvudsak av gräsmarker.